# Michel Bollot
Michel Bollot, né le 3 février 1921 à Lannion (Côtes-du-Nord) et mort le 29 janvier 1995 à Fontainebleau, est un militaire français.

## Biographie
Après le baccalauréat, il s’engage à 19 ans pour la durée de la guerre, le 27 avril 1940. Il est incorporé au 2e Régiment d'infanterie coloniale (2e RIC) à Brest. Fait prisonnier en mai 1940, il s'évade de Nantes en septembre et embarque à Marseille le 2 février 1941 pour l'Indochine comme pilotin de la marine marchande.
Profitant d'une escale aux Philippines, il s'engage dans les Forces françaises libres le 14 avril 1941 à Manille et se voit affecté dans une compagnie d'instruction en Palestine, à Qastina, où il fait ses classes. Admis à l’École des élèves officiers de Damas d’août à septembre 1941, il est promu aspirant et affecté au 1er Bataillon d'infanterie de marine (1er BIM) en octobre 1941.
Il prend part à la campagne de Libye, est présent à Bir-Hakeim et à El Alamein où juste promu sous-lieutenant, il est grièvement blessé au visage par une rafale de mitraillette le 31 octobre 1942 alors, qu'ayant entraîné avec lui une section d'assaut contre une position fortifiée ennemie à Der Mannassib, il tentait, avec le caporal-chef Antonin Mourgues (inhumé au Mémorial de la France combattante au mont Valérien), de ramener dans les lignes le corps du soldat Berges. Le sous-lieutenant Bollot est hospitalisé au Caire, puis à Paris, au Centre maxillo-facial jusqu'en mai 1946. Après trois années et demie de soins hospitaliers, il est rendu à la vie civile et devient administrateur des Affaires d’Outre-mer, en Indochine (Cochinchine, Tonkin, Laos) de 1946 à 1956.
Il est blessé au cours d'une embuscade le 3 février 1947 dans la région de Cauke en Indochine.
Il est en poste au cabinet du ministre de la FOM (1956) puis administrateur de la FOM à Papeete et aux Îles Gambier, en Polynésie française (1958-1962). Administrateur en chef de la FOM, Michel Bollot sert ensuite au Secrétariat de la Défense nationale (1962-1965).
En congé spécial à partir de 1965, il devient ensuite directeur de la Société des mines de l'Aïr au Niger (1967-1970).
Secrétaire général adjoint de l'Association des Français libres (AFL) de 1972 à 1986, il est également directeur de la Revue de la France libre.
Michel Bollot a été inhumé à Lanmeur dans le Finistère.

## Distinctions
- Commandeur de la Légion d'honneur
- Compagnon de la Libération par décret du 18 janvier 1946[1]
- Croix de guerre 1939–1945 (2 palmes)
- Croix de guerre des Théâtres d'opérations extérieurs (2 citations)
- Médaille des évadés
- Croix du combattant volontaire de la Résistance
- Médaille coloniale avec agrafes "Libye", "Bir-Hakeim 42"
- Officier de l'Ordre du Million d'Éléphants et du Parasol blanc (Laos)
- Chevalier de l'Ordre national du Vietnam